# Ompok urbaini
Ompok urbaini är en fiskart som först beskrevs av Fang och Chaux, 1949.  Ompok urbaini ingår i släktet Ompok och familjen malfiskar. IUCN kategoriserar arten globalt som livskraftig. Inga underarter finns listade i Catalogue of Life.